# Giochi Magazine
Giochi Magazine è una rivista mensile di giochi pubblicata dal maggio 1987 al marzo 1988, per un totale di 11 numeri.
La rivista (dal sottotitolo "mondani-logici-enigmistici-psicologici-umoristici-proibiti") trattava di giochi sotto molti aspetti, ogni numero conteneva notizie di eventi ludici, articoli sul rapporto tra persone del mondo dello spettacolo e i giochi, recensioni, party games, una sezione di enigmistica, test, racconti, un fumetto di un autore famoso ed allegato un gioco da tavolo (con tabellone e pedine da ritagliare). Il fumetto e il gioco allegato vengono mantenuti fino al numero 6, dal numero successivo subentra come direttore Giuseppe Meroni (già direttore della rivista Pergioco) che apporta alcuni cambiamenti alla rivista.
Hanno collaborato alla rivista Adolivio Capece, Silvio Ceccato, Dario De Toffoli, Marco Donadoni, Walter Obert e Ennio Peres.

## Elenco dei numeri
| Numero | Anno | Mese/i    | Il gioco allegato                     | Il fumetto                                |
| ------ | ---- | --------- | ------------------------------------- | ----------------------------------------- |
| 1      | 1987 | Maggio    | Caccia alla volpe, di Alberto Rebori  | Umido e caldo, di Vittorio Giardino       |
| 2      | 1987 | Giugno    | Lo scettro maledetto, di Gildas Sagot | Una grave lacuna, di Sergio Toppi         |
| 3      | 1987 | Luglio    | Gran Khan, di Edgardo T. Saronne      | La storia immortale, di Guido Crepax      |
| 4      | 1987 | Agosto    | Venus, di Marco Donadoni              | Sotto falso nome, di Vittorio Giardino    |
| 5      | 1987 | Settembre | Vento Nero, di Agostino Carocci       | L'incontro, di Sergio Toppi               |
| 6      | 1987 | Ottobre   | Agorà, di Lacerta Ludis               | La notte di Camberwell di Alberto Breccia |
| 7      | 1987 | Novembre  |                                       |                                           |
| 8      | 1987 | Dicembre  |                                       |                                           |
| 9      | 1988 | Gennaio   |                                       |                                           |
| 10     | 1988 | Febbraio  |                                       |                                           |
| 11     | 1988 | Marzo     |                                       |                                           |